# Polana (województwo dolnośląskie)
Polana – osada w Polsce położona w województwie dolnośląskim, w powiecie zgorzeleckim, w gminie Węgliniec.

## Podział administracyjny
W latach 1975–1998 miejscowość położona była w województwie jeleniogórskim.